# ليليا أراغون
ليليا أراغون (بالإسبانية: Lilia Aragón)‏ (ولدت باسم ليليا إيزابيل أراغون ديل ريفيرو بتاريخ 22 سبتمبر 1938) وهي ممثلة سينمائية وتلفزيونية مكسيكية كما تشتغل في المسرح والسياسية، هذا بالإضافة إلى شغلها منصب سكرتيرة الرابطة الوطنية الفاعلة.
كما شغل سابقا منصب نائب رئيس اللجنة التشريعية في الكونغرس المكسيكي تمثل مدينة مكسيكو كبديل من إلبا استير غورديو.

## أعمال مختارة

### المسلسلات
| العام   | العنوان                | الدور                       | ملاحظة    |
| ------- | ---------------------- | --------------------------- | --------- |
| 2016    | ماجاروس دي نيغرو       | كاتالينا سواريز دي لومباردو | دور رئيسي |
| 2016    | ماريا البسيطة          | كونستانزا دي مونتيسينوس     | ظهور خاص  |
| 2015    | Hasta el fin del mundo | يوبا                        | ظهور خاص  |
| 2012    | Amores verdaderos      | أوديت رويز دي لونغوريا      | دور رئيسي |
| 2011    | اسبيرانزا ديل كورازون  | لا توشا                     | ظهور خاص  |
| 2005    | لا إسبوزا فيرجن        | أوريليا بيتانكور دي أورتيز  | دور رئيسي |
| 2004    | روبي                   | نورا دي نافارو              | ظهور خاص  |
| 2003    | من القلب إلى القلب     | فالفيردي دي ديل مورال       | دور رئيسي |
| 2000    | ماريا دل كارمن         | دي لا كروز                  | دور داعم  |
| 1997    | بيابلو شيكو، غراندي    | لا تابانكا                  | دور داعم  |
| 1996    | La sombra del otro     | مارينا موراليس              | دور داعم  |
| 1993-94 | Más allá del puente    | أوفيليا فيلالبا دي فوينتيس  | دور رئيسي |
| 1992    | دي فرينتي سول          | أوفيليا فيلالبا دي فوينتيس  | دور رئيسي |
| 1990    | Cuando llega el amor   | هيلينا ريوس/ هيلين          | دور داعم  |
| 1986    | Cuna de lobos          | روساليه مندوزا              | دور رئيسي |

### سلسلة
- Como dice el dicho في الفترة ما بين 2012 و2016، وقد شاركت أيضا ككاتبة نص لمختلف الشخصيات.

### الفيلم
- حديقة العمة ايزابيل (1971)

## وصلات خارجية
- ليليا أراغون على موقع IMDb (الإنجليزية)
- ليليا أراغون على موقع قاعدة بيانات الفيلم (الإنجليزية)